# Ströms landskommun
Ströms landskommun var en tidigare kommun i Jämtlands län. Kommunkod 1952–73 var 2313.

## Administrativ historik
Ströms landskommun inrättades den 1 januari 1863 i Ströms socken i Jämtland när 1862 års kommunalförordningar trädde i kraft.
Vid kommunreformen 1952 gick Alanäs landskommun upp i kommunen. 
Den 1 januari 1962 överfördes från Ströms landskommun och församling två obebodda områden till Västernorrlands län. Det första, omfattande en areal av 0,47 km² land, överfördes till Ramsele landskommun och församling och det andra, omfattande en areal av 0,20 km² land, överfördes till Fjällsjö landskommun och församling.
I Ströms landskommun inrättades den 19 januari 1900 Strömsunds municipalsamhälle. Detta upplöstes med utgången av år 1962.
Den 1 januari 1971 infördes enhetlig kommuntyp och Ströms landskommun ombildades därmed till Ströms kommun. 1 januari 1974 bytte kommunen namn till Strömsunds kommun i samband med att kommunen utvidgades med de tidigare kommunerna Frostviken, Hammerdal och Fjällsjö.

### Kyrklig tillhörighet
I kyrkligt hänseende tillhörde kommunen Ströms församling. 1 januari 1952 tillkom Alanäs församling.

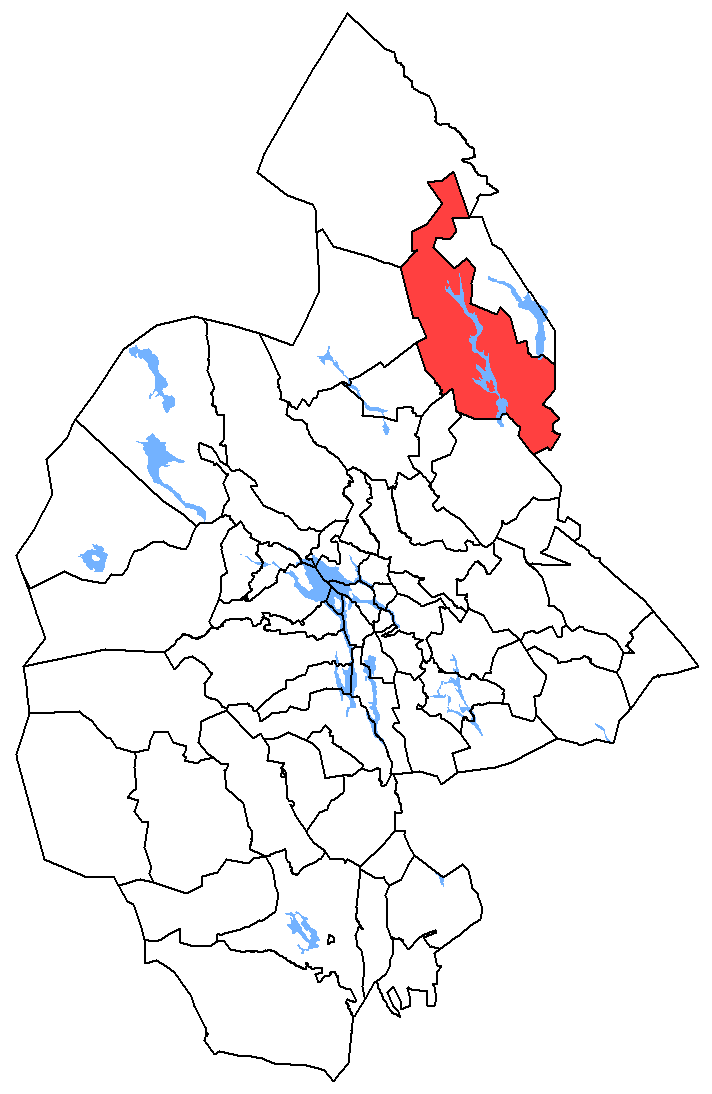
Ströms landskommuns ursprungliga omfattning 1863–1951.

## Areal och folkmängd
År 1959 hade kommunen en befolkning på 8 254 invånare och Ström var befolkningsmässigt sett den största landskommunen i länet. I övrigt hade endast Östersunds stad och Frösö köping en större befolkning.
Befolkningstätheten var i och med detta 2,8 invånare/km². Detta kan jämföras med riksgenomsnittet som då var 18,0 invånare/km² medan länsgenomsnittet var 3,0 invånare/km².

## Kommunvapnet
Blasonering: I grönt fält en av vågskuror bildad bjälke åtföljd ovan av tre bjälkvis ordnade granar, under en plog, allt av silver.
Detta vapen fastställdes av Kungl Maj:t den 6 maj 1938. Se artikeln om Strömsunds kommunvapen för mer information.

## Geografi
Ströms landskommun omfattade den 1 januari 1952 en areal av 3 361,90 km², varav 2 899,45 km² land.

### Tätorter i kommunen 1960
| Tätort     | Folkmängd |
| ---------- | --------- |
| Strömsund  | 2 299     |
| Ulriksfors | 478       |

Tätortsgraden i kommunen var den 1 november 1960 33,9 procent.

## Politik

### Mandatfördelning i valen 1938-1970
| 18 | 3 | 3 | 6 |

| 25 | 5 |

| 18 | 4 | 2 | 6 |

| 26 |

| 2 | 17 | 4 | 3 | 4 |

| 30 |

|  | 24 | 5 | 6 | 4 |

| 36 |

|  | 25 | 5 | 4 | 5 |

| 36 |

| 26 | 5 | 4 | 5 |

| 36 |

| 27 | 5 | 4 | 4 |

| 37 |

| 3 | 22 | 7 | 4 | 4 |

| 36 |

| 25 |  | 7 | 4 | 3 |

| 37 |